# 101955 Bennu
Bennu (denominazione ufficiale 101955 Bennu) è un asteroide near-Earth del gruppo Apollo. In origine era identificato con la designazione provvisoria 1999 RQ36, ma nell'aprile 2013, a seguito della scelta di porlo come obiettivo della missione OSIRIS-Rex della NASA, ha ricevuto la denominazione definitiva con riferimento all'omonima divinità minore egizia.

## Caratteristiche
Scoperto nel 1999 da LINEAR, l'asteroide ha una forma sferoidale, con un diametro medio di circa 500 metri. È stato oggetto di approfondite osservazioni condotte attraverso i radiotelescopi di Arecibo e di Goldstone.
Le sue caratteristiche spettrali ne permettono la classificazione tra gli asteroidi carbonacei di tipo B..
Il 7 marzo 2020 l'UAI ha ufficializzato le prime denominazioni ufficiali delle caratteristiche della sua superficie.

## Orbita
L'asteroide percorre un'orbita moderatamente eccentrica, inclinata di 6,03428° rispetto al piano dell'eclittica. È caratterizzata da un semiasse maggiore pari a 1,1258996 au e da un'eccentricità di 0,2037196.
L'afelio, esterno all'orbita della Terra, è a 1,35 au dal Sole; il perielio, interno all'orbita terrestre, è a 0,89 au dal Sole. Ciò lo caratterizza come un asteroide Apollo. Completa un'orbita in un anno e 73 giorni.
Il nodo ascendente dell'orbita è prossimo all'orbita della Terra e l'asteroide ha ripetuti incontri ravvicinati con il nostro pianeta, che potrebbero condurre ad un impatto.

## Missione spaziale
È stato selezionato quale obiettivo della missione OSIRIS-REx della NASA che, tra i suoi scopi, aveva anche il recupero di campioni dalla sua superficie per il loro successivo trasporto a Terra. Il lancio è avvenuto il 9 settembre 2016 e l'arrivo sull'asteroide, con l'inserimento in orbita, è avvenuto il 3 dicembre 2018.
La raccolta dei campioni prevedeva la possibilità di un secondo tentativo, qualora il primo fosse fallito o avesse avuto come risultato il prelievo di una quantità troppo esigua di materiale. Il primo tentativo è stato eseguito con successo il 20 ottobre 2020, mentre il ritorno dei campioni a Terra, già previsto per il 2023, è avvenuto il 24 settembre 2023 alle ore 10:55 EDT, 8:55 MDT (16:55 CEST corrispondente all'ora italiana) nello Utah.
La missione OSIRIS-REx ha riportato con successo sulla Terra circa 120 grammi di materiale da Bennu nel settembre 2023, preservati incontaminati. In esso sono stati rilevati 14 dei 20 amminoacidi presenti sulla Terra, oltre alla presenza di sali minerali provenienti dal corpo celeste originario da cui proviene l'asteroide.

## Rischio d'impatto con la Terra
In uno studio di dinamica orbitale del 2009, l'astrofisico Andrea Milani e i suoi collaboratori hanno individuato una serie di otto potenziali impatti con la Terra tra il 2169 ed il 2199. La probabilità d'impatto collettiva dipende dalle proprietà fisiche dell'oggetto, al momento poco conosciute, ma non sarebbe superiore allo 0,07% per tutti gli otto incontri. Per valutarla con maggiore accuratezza è necessario acquisire maggiori informazioni sulla forma dell'asteroide e determinare l'intensità dell'accelerazione a cui Bennu è soggetto per l'effetto YORP. Uno degli obiettivi della missione Osiris-Rex è proprio quello di stimare con precisione tale effetto ricavando informazioni morfologiche più dettagliate dell'asteroide.
In uno studio pubblicato l'11 agosto 2021 dalla NASA, è stata ricalcolata la probabilità di impatto con la Terra, basandosi anche sui risultati ottenuti dalla missione OSIRIS-REx. Grazie ai modelli matematici e ai dati del network Deep Space, gli studiosi sono riusciti a ridurre le incertezze sulla sua orbita e a determinare che la probabilità di un suo impatto entro l'anno 2300 è dello 0,057%, cioè 1 su 1 750. I ricercatori hanno inoltre calcolato il singolo giorno con la più alta probabilità di impatto: il 24 settembre 2182, con lo 0,037% di possibilità, pari a 1 su 2 700.
Ad aprile 2023, Bennu occupava il 1º posto nella tabella del rischio d'impatto del Sentry con il più alto valore della Scala Palermo (−1,59, con un valore cumulativo di −1,41 per 157 potenziali scenari d'impatto). Non costituisce però un pericolo tale da classificarlo con un valore superiore a 0 nella Scala Torino.